# لجنة حقوق الإنسان
لجنة حقوق الإنسان، وتُعرف أيضاً باسم "لجنة العلاقات الإنسانية"، هي هيئة تتشكل للتحقيق في شؤون حقوق الإنسان وتعزيزها وحمايتها.
قد يشير المصطلح إلى هيئات دولية أو وطنية أو وطنية فرعية، تنشأ لهذا الغرض، كالمؤسسات الوطنية لحقوق الإنسان.

## لجان حقوق الإنسان الدولية
| الدولة                           | اللجنة                                                                         | ملاحظات                                                                                        |
| -------------------------------- | ------------------------------------------------------------------------------ | ---------------------------------------------------------------------------------------------- |
| الأمم المتحدة (هيئة عالمية)      | مجلس حقوق الإنسان                                                              | استبدلت لجنة الأمم المتحدة لحقوق الإنسان، وهي تختلف عن لجنة حقوق الإنسان التابعة للأمم المتحدة |
| الاتحاد الأفريقي (أفريقيا)       | اللجنة الأفريقية لحقوق الإنسان والشعوب                                         |                                                                                                |
| منظمة الدول الأمريكية (أمريكتان) | لجنة الدول الأمريكية لحقوق الإنسان                                             |                                                                                                |
| آسيا                             | اللجنة الحكومية الدولية لحقوق الإنسان التابعة لرابطة أمم جنوب شرق آسيا (AICHR) |                                                                                                |
| آسيا                             | اللجنة الآسيوية لحقوق الإنسان                                                  | non-governmental                                                                               |
| مجلس أوروبا (أوروبا)             | European Commission on Human Rights                                            | 1954 to 1998; defunct                                                                          |
| مجلس أوروبا (أوروبا)             | International Society for Human Rights                                         |                                                                                                |

## هيئات وطنية وفرعية
أنشأت العديد من اللجان الوطنية لحقوق الإنسان في العديد من الدول لتعمل على تعزيز وحماية حقوق الإنسان لمواطنيها. معظم هذه اللجان هيئات عامة ذات درجة معينة من الاستقلالية عن الدولة. في دول أخرى، أنشأ ما يعرف بديوان المظالم للاضطلاع بهذا الدور. تتضمن القائمة التالية اللجان الوطنية التي ترعاها الدولة (إلا إذا أشير إلى أمر آخر).

### أفريقيا
| الدولة                      | اللجنة                                                                           | ملاحظات                         |
| --------------------------- | -------------------------------------------------------------------------------- | ------------------------------- |
| الجزائر                     | اللجنة الوطنية الاستشارية لترقية وحماية حقوق الإنسان بالجزائر                    |                                 |
| بنين                        | اللجنة الوطنية لحقوق الإنسان في بنين                                             |                                 |
| بوركينا فاسو                | اللجنة الوطنية لحقوق الإنسان في بوركينا فاسو                                     | لجنة أندرا براديش لحقوق الإنسان |
| الكاميرون                   | اللجنة الوطنية لحقوق الإنسان والحريات                                            |                                 |
| تشاد                        | اللجنة الوطنية التشادية لحقوق الإنسان                                            |                                 |
| جمهورية الكونغو الديمقراطية | المرصد الوطني لحقوق الإنسان                                                      |                                 |
| مصر                         | المجلس القومي لحقوق الإنسان                                                      |                                 |
| إثيوبيا                     | اللجنة الإثيوبية لحقوق الإنسان                                                   |                                 |
| الغابون                     | اللجنة الوطنية لحقوق الإنسان                                                     |                                 |
| غانا                        | لجنة حقوق الإنسان والعدالة الإدارية                                              | CHRAJ                           |
| كينيا                       | اللجنة الوطنية الكينية لحقوق الإنسان                                             | هيئة رسمية                      |
| كينيا                       | اللجنة الوطنية الكينية لحقوق الإنسان                                             | منظمة غير حكومية                |
| مدغشقر                      | اللجنة الوطنية لحقوق الإنسان                                                     |                                 |
| مالاوي                      | اللجنة المالاوية لحقوق الإنسان                                                   |                                 |
| مالي                        | اللجنة الوطنية الاستشارية لحقوق الإنسان                                          |                                 |
| موريتانيا                   | Commissariat aux Droits de l’Homme, a la Lutte contre la Pauvreté et l’Insertion |                                 |
| موريشيوس                    | اللجنة الوطنية لحقوق الإنسان                                                     |                                 |
| المغرب                      | المجلس الاستشاري لحقوق الإنسان                                                   |                                 |
| النيجر                      | اللجنة الوطنية النيجرية لحقوق الإنسان والحريات الأساسية                          |                                 |
| نيجيريا                     | اللجنة الوطنية لحقوق الإنسان                                                     |                                 |
| رواندا                      | اللجنة الوطنية لحقوق الإنسان                                                     |                                 |
| السنغال                     | اللجنة السنغالية لحقوق الإنسان                                                   |                                 |
| سيراليون                    | اللجنة الوطنية لحقوق الإنسان في سيراليون                                         |                                 |
| جنوب أفريقيا                | اللجنة الجنوب أفريقية لحقوق الإنسان                                              |                                 |
| السودان                     | اللجنة جنوب السودان لحقوق الإنسان                                                |                                 |
| تنزانيا                     | لجنة حقوق الإنسان والحكم الرشيد                                                  |                                 |
| توغو                        | اللجنة الوطنية لحقوق الإنسان                                                     |                                 |
| تونس                        | اللجنة العليا لحقوق الإنسان والحريات الأساسية                                    |                                 |
| أوغندا                      | اللجنة الوطنية الأوغندية لحقوق الإنسان (UHRC)                                    |                                 |
| زامبيا                      | اللجنة الدائمة لحقوق الإنسان                                                     |                                 |

### آسيا-المحيط الهادئ
| الدولة         | اللجنة                                                  | ملاحظات                                   |  |
| -------------- | ------------------------------------------------------- | ----------------------------------------- |  |
| أفغانستان      | اللجنة الأفغانية المستقلة لحقوق الإنسان                 |                                           |  |
| أستراليا       | اللجنة الأسترالية لحقوق الإنسان                         |                                           |  |
| أستراليا       | اللجنة الأسترالية لحقوق الإنسان - إقليم العاصمة         |                                           |  |
| بنغلاديش       | Bangladesh Human Rights Commission                      |                                           |  |
| فيجي           | لجنة حقوق الإنسان في فيجي                               | No longer ICC-accredited                  |  |
| هونغ كونغ      |                                                         | human rights complaints are referred here |  |
| الهند          | National Human Rights Commission of India               | Official body                             |  |
| الهند          | Kashmir Human Rights Commission                         | UK-based منظمة غير حكومية                 |  |
| إندونيسيا      | اللجنة الوطنية لحقوق الإنسان (Komnas HAM)               |                                           |  |
| إيران          | Islamic Human Rights Commission                         |                                           |  |
| الأردن         | المركز الوطني لحقوق الإنسان                             |                                           |  |
| كوريا الجنوبية | اللجنة الوطنية لحقوق الإنسان في كوريا                   |                                           |  |
| ماليزيا        | Human Rights Commission of Malaysia                     |                                           |  |
| جزر المالديف   | Human Rights Commission of the Maldives                 |                                           |  |
| منغوليا        | National Human Rights Commission (Mongolia)             |                                           |  |
| بورما          | Myanmar National Human Rights Commission                |                                           |  |
| نيوزيلندا      | New Zealand Human Rights Commission                     |                                           |  |
| نيبال          | National Human Rights Commission (Nepal)                |                                           |  |
| باكستان        | Human Rights Commission of Pakistan                     | منظمة غير حكومية                          |  |
| باكستان        | Kashmir Human Rights Commission                         | منظمة غير حكومية مركزها بريطانيا          |  |
| فلسطين         | Palestinian Independent Commission for Citizen's Rights |                                           |  |
| الفلبين        | لجنة حقوق الإنسان في الفلبين                            |                                           |  |
| قطر            | National Committee for Human Rights (Qatar)             |                                           |  |
| سريلانكا       | National Human Rights Commission (Sri Lanka)            |                                           |  |
| تايلاند        | National Human Rights Commission (Thailand)             |                                           |  |

### أوروبا
| الدولة           | اللجنة                                                    | ملاحظات                |
| ---------------- | --------------------------------------------------------- | ---------------------- |
| فرنسا            | National Consultative Commission of Human Rights (France) |                        |
| بريطانيا العظمى  | لجنة المساواة وحقوق الإنسان                               | see also Scotland      |
| اليونان          | National Human Rights Commission (Greece)                 |                        |
| جمهورية أيرلندا  | Irish Human Rights Commission                             |                        |
| إيطاليا          | Commissione per i Diritti Umani                           |                        |
| لوكسمبورغ        | Consultative Commission of Human Rights (Luxembourg)      |                        |
| هولندا           | Equal Treatment Commission (Netherlands)                  |                        |
| أيرلندا الشمالية | Northern Ireland Human Rights Commission                  |                        |
| اسكتلندا         | Scottish Human Rights Commission                          | see also Great Britain |
| سويسرا           | Federal Commission against Racism (Switzerland)           |                        |
| المملكة المتحدة  | لجنة حقوق الإنسان الإسلامية                               | منظمة غير حكومية       |

### الأمريكيتين
| الدولة           | اللجنة                                                            | ملاحظات                             |
| ---------------- | ----------------------------------------------------------------- | ----------------------------------- |
| كندا             | اللجنة الكندية لحقوق الإنسان                                      |                                     |
| كندا             | British Columbia Human Rights Tribunal                            | Nova Scotia Human Rights Commission |
| كندا             | Ontario Human Rights Commission                                   |                                     |
| كندا             | Alberta Human Rights and Citizenship Commission                   |                                     |
| كندا             | Commission des droits de la personne et des droits de la jeunesse | Québec                              |
| كندا             | Northwest Territories Human Rights Commission                     | Northwest Territories               |
| غواتيمالا        | Guatemala Human Rights Commission                                 | US-based NGO                        |
| المكسيك          | National Human Rights Commission (Mexico)                         |                                     |
| بيرو             | National Human Rights Commission (Peru)                           |                                     |
| الولايات المتحدة | لجنة الولايات المتحدة حول الحقوق المدنية                          |                                     |
| الولايات المتحدة | Idaho Human Rights Commission                                     |                                     |
| الولايات المتحدة | Illinois Human Rights Commission                                  |                                     |
| الولايات المتحدة | Human Rights Commission of Salt Lake City                         |                                     |
| الولايات المتحدة | San Francisco Human Rights Commission                             |                                     |
| الولايات المتحدة | New York City Commission on Human Rights                          |                                     |
| الولايات المتحدة | Seattle Human Rights Commission                                   |                                     |
| الولايات المتحدة | Sioux City Human Rights Commission                                |                                     |
| الولايات المتحدة | Salem Oregon Human Rights & Relations Advisory Commission         |                                     |
| الولايات المتحدة | Numerous municipal "human relations commissions"                  |                                     |